# Les dieux sont tombés sur la tête 2
Les dieux sont tombés sur la tête 2 (The Gods Must Be Crazy II), parfois appelé Les dieux sont encore tombés sur la tête et Les dieux sont tombés sur la tête ...la suite, est un film réalisé par Jamie Uys, sorti en 1989. Il s'agit d'une coproduction entre l'Afrique du Sud et le Botswana.
Il s'agit de la suite de Les dieux sont tombés sur la tête.

## Synopsis
La vie suit tranquillement son cours dans la tribu de Xhixho. Un jour au cours d'une chasse à laquelle participent ses deux jeunes enfants, Xhixho repère la trace d'un éléphant blessé et décide de la suivre. Partis avertir la tribu du festin qui s'annonce, les enfants croisent par hasard un camion conduit par deux trafiquants d'ivoire et se laissent piéger à l'arrière du camion lorsque celui-ci redémarre brusquement, les empêchant de redescendre alors qu'ils observaient la citerne à eau. Xhixho abandonne rapidement la chasse pour partir à la recherche de ses enfants...
Pendant ce temps, à Johannesbourg, une jeune femme docteur en droit doit participer à une conférence à proximité de la savane et se laisse tenter par une promenade en avion pour y découvrir la faune africaine.
Prise dans une tempête alors que l’avion s'était posé quelques instants, elle devra former une équipe improbable avec un scientifique de la réserve pour retrouver le camp sains et saufs. Mais entre les trafiquants, des guérilleros armés jusqu'aux dents et la faune sauvage, ce ne sera pas une partie de plaisir...

## Fiche technique
- Titre : Les dieux sont tombés sur la tête 2
- Titre original : The Gods Must Be Crazy II
- Réalisation : Jamie Uys
- Scénario : Jamie Uys
- Production : Boet Troskie
- Musique : Charles Fox
- Pays d'origine : Afrique du Sud - Botswana
- Genre : comédie
- Durée : 98 minutes
- Dates de sortie : 
  -  France : 26 juillet 1989
  -  États-Unis : 13 avril 1990

## Distribution
- N!xau : Xixo
- Lena Farugia (VF : Martine Irzenski) : Dr Ann Taylor
- Hans Strydom : Dr Stephen Marshall
- Eiros : Xiri
- Nadies : Xisa
- Erick Bowen : Mateo
- Treasure Tschabalala (VF : Robert Liensol) : Timi
- Pierre van Pletzen : George
- Lorens Swanepoel (VF : Raoul Delfosse) : Brenner
- Richard Loring : Jack
- Lesley Fox : la secrétaire d'Ann
- Simon Sabela : le général
- Ken Marshall : le convocateur
- Peter Tunstall : le conservateur du parc national
- Andrew Dibb : le technicien ordinateur
- Shimane Mpepela : le cycliste
- Paddy O'Byrne (VF : Jean Rochefort) : le narrateur

## Commentaires
- L'histoire reste très centrée sur les deux héros principaux qui sont les docteurs Taylor et Marshall. N!xau, quant à lui, est beaucoup moins présent à l'écran que dans le premier volet. En outre, le film comporte moins de personnages récurrents et moins d'éléments évènementiels.
- Alors qu'il ne fut payé que 300 $ pour le premier film, N!xau a obtenu un cachet de 500 000 Rands africains (ce qui correspond à 80 000 $) pour cette suite.